# Маэль
Маэ́ль Пистойя (фр. Maëlle Pistoia, род. 4 января 2001 года), выступающая под мононимом Маэ́ль (фр. Maëlle) — французская певица, победительница 7-го сезона французской версии телешоу «Голос» (2018).
5 апреля 2019 года выпустила дебютный сингл, озаглавленный «Toutes les machines ont un cœur» («У всех машин есть сердце»), а 22 ноября того же года — дебютный альбом.

## Биография
Маэль родилась в январе 2001 года. Живёт в Турню (департамент Сона и Луара, Бургундия). В детстве занималась фортепиано. У неё есть две старшие сестры и младшая.

### 2018: «Голос»
В 2017 году Маэль отправила видео на кастинг 7-го сезона французской версии телешоу «Голос» и была отобрана для участия.
На слепом прослушивании Маэль пела песню Гийома Грана «Toi et moi», аккомпанируя себе на фортепиано. Повернулись три кресла из четырёх: Флоран Паньи, Зази и Мика. В наставницы себе Маэль выбрала певицу Зази.
В финале, состоявшемся 12 мая 2018 года, она сначала исполняла песню «Sign of the Times» Гарри Стайлза, потом «Je m'en vais» Вьянне в дуэте с ним самим и, наконец, «Seras-tu là» Мишеля Берже в дуэте с Зази. Набрав 55,3 % процента голосов от публики, Маэль стала первой женщиной, победившей во французской версии «Голоса», а также самым молодым победителем в её истории (17 лет).
14 июля 2018 года Маэль дала свой первый в жизни публичный концерт.

### 2019: Первый сингл и первый альбом
5 апреля 2019 года вышел дебютный сингл Маэль. Слова к этой песне, озаглавленной «Toutes les machines ont un cœur» («У всех машин есть сердце»), написала Зази, музыку — Каложеро, который и спродюсировал запись.
В конце сентября Маэль была выдвинута на NRJ Music Award за 2019 год в номинации «Французское открытие года».
22 ноября 2019 года у Маэль вышел дебютный альбом, озаглавленный просто MAËLLE. Музыку ко всем песням на нём написал Каложеро, он же альбом полностью спродюсировал.

## Дискография

### Альбомы
| Альбом                                                            |
| ----------------------------------------------------------------- |
| MAËLLE - Дата выхода: 22 ноября 2019 - Лейбл: Mercury Music Group |

### Синглы
| Год  | Название                          | Чарты | Чарты  | Чарты    | Альбом |
| Год  | Название                          | FRA   | FRA DL | BEL (Wa) | Альбом |
| ---- | --------------------------------- | ----- | ------ | -------- | ------ |
| 2019 | «Toutes les machines ont un cœur» | 184   | 20     | Tip:27   | MAËLLE |

### Другие песни, попавшие в чарты
| Год  | Название              | Чарты  | Альбом |
| Год  | Название              | FRA DL | Альбом |
| ---- | --------------------- | ------ | ------ |
| 2019 | «Le Mot d’absence»    | 90     | MAËLLE |
| 2019 | «L’Effet de masse»    | 68     | MAËLLE |
| 2019 | «Sur un coup de tête» | 75     | MAËLLE |

## Премии и номинации

### NRJ Music Awards
| Год  | Номинируемая работа | Категория                 | Результат |
| ---- | ------------------- | ------------------------- | --------- |
| 2019 | Маэль               | Французское открытие года | Номинация |